# Bekmanija
Bekmanija (lat. Beckmannia), rod korisnih jednogodišnjih biljka ili trajnica iz porodice travovki
Postoje dvije vrste rasprostranjenih po Euroaziji i Sjevernoj Americi. U Hrvatskoj je jedna vrsta, rigasta bekmanija (Beckmannia eruciformis), trajnica raširena Europom i Azijom.

## Vrste
1. Beckmannia eruciformis (L.) Host
2. Beckmannia syzigachne (Steud.) Fernald